# Mieszko I al Poloniei
Mieszko I (n. c. 935 — d. 25 mai 992) a fost duce al polanilor (un trib slav stabilit pe malurile Warta în secolul al VIII-lea), fiind primul conducător atestat al statului polonez din dinastia Piast. El este fiul lui Siemomysł, nepotul lui Lestek și tatăl primului rege polonez încoronat, Boleslau I cel Viteaz. El a fost probabil tatăl reginei Świętosława (Sigrid) - o regină nordică - și astfel bunic al fiului ei, Knut cel Mare. Mieszko I al Poloniei a fost botezat în anul 966 de misionari din Regatul Ceh. Creștinarea Poloniei a început în această perioadă și s-a desfășurat concomitent cu combaterea credințelor slave păgâne.
Primul domnitor istoric al Poloniei, Mieszko I este considerat creatorul de facto al statului polonez. El a continuat politica atât a tatălui său cât și pe cea a bunicului său, cei doi strămoși ai săi fiind conducători ai triburilor păgâne situate în zona Poloniei Mari din zilele noastre. Fie prin alianțe sau prin folosirea forței militare, Mieszko a extins cuceririle în curs de desfășurare și la începutul domniei sale a cucerit Kujawy și Pomerania și probabil Gdańsk și Masovia. În cea mai mare parte a domniei sale, Mieszko I a fost implicat într-un război pentru controlul Pomeraniei Occidentale, în cele din urmă cucerind o parte a acesteia până lângă cursul inferior al râului Oder. În ultimii ani ai vieții sale el s-a luptat cu statul Boemia, câștigând probabil Silezia și Polonia Mică.
Căsătoria sa din 965 cu prințesa cehă din dinastia Přemyslid, Dobrawa a Boemiei și botezul său din anul 966 l-a pus pe Mieszko I și pe țara sa în sfera culturală a creștinismului occidental. În afară de marile cuceriri realizate în timpul domniei sale (care s-au dovedit a fi fundamentale pentru viitorul Poloniei), Mieszko I a fost renumit pentru reformele sale interne, care au vizat extinderea și îmbunătățirea așa-numitul sistem monarhic de război.
Potrivit unor surse, Mieszko I a fost un politician înțelept, un talentat lider militar și un conducător carismatic. El a folosit cu succes diplomația, încheind prima oară o alianță cu Boemia și apoi cu Suedia și cu Sfântul Imperiu Roman. În politica externă, el a pus interesele țării sale în primul rând, chiar și prin încheierea unor acorduri cu foștii săi inamici. La moartea sa, el a lăsat fiilor săi o țară cu un teritoriu foarte mare, având o poziție bine stabilită în Europa.
Mieszko I, de asemenea, a apărut ca "Dagome" într-un document papal întocmit la cca. 1085 și numit Dagome iudex. Documentul menționează un cadou sau acordarea unui pământ Papei (act care a avut loc cu aproape o sută de ani mai devreme).

## Data nașterii

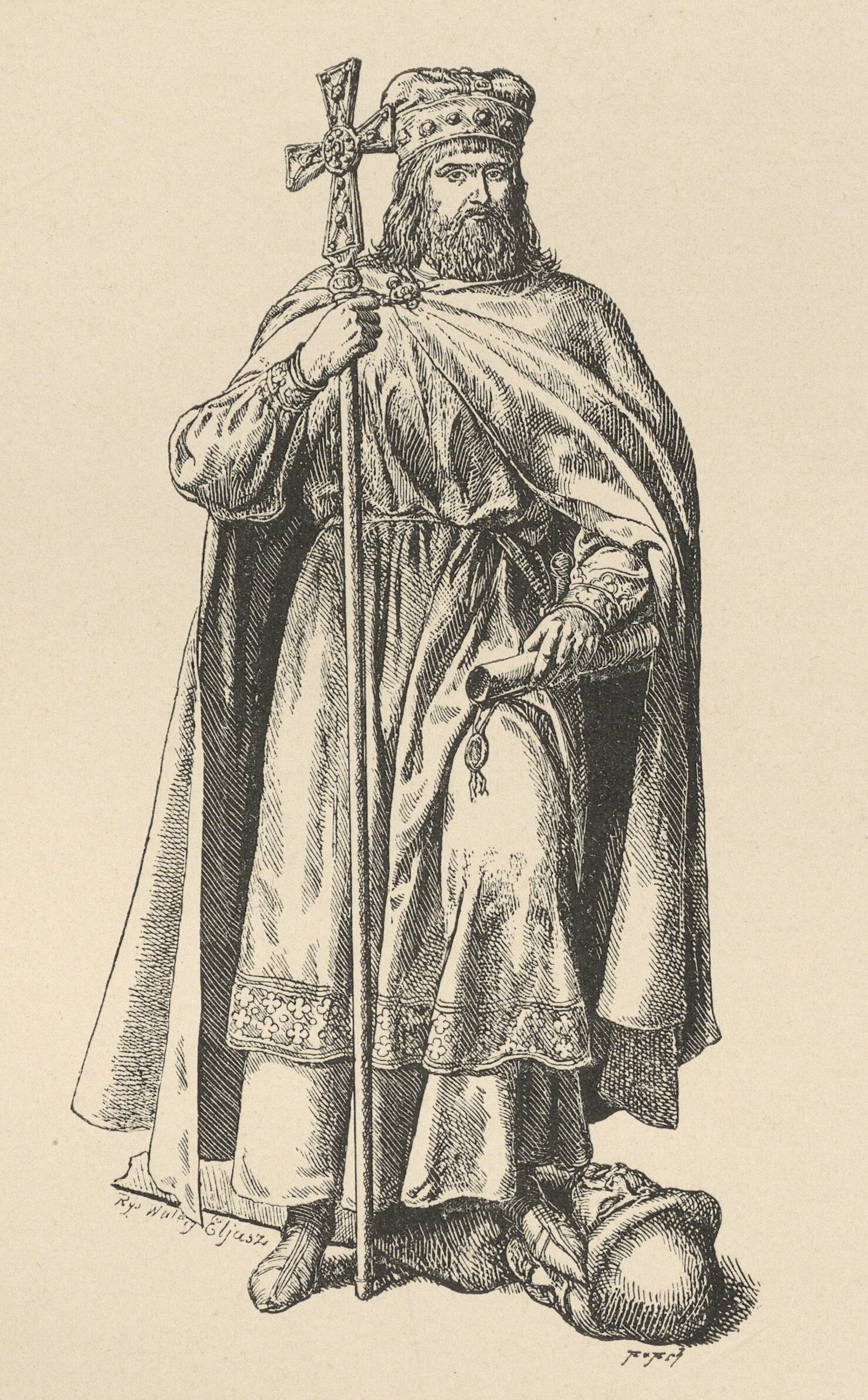
Mieszko I grafică de Walery Eljasz-Radzikowski din secolul al XIX-lea

Nu există nici o informație exactă cu privire la viața lui Mieszko înainte ca el să ia controlul asupra terenurilor sale. Doar cronicarii Poloniei Mici au estimat data de naștere undeva între anii 920 - 931, cu toate acestea, cercetătorii moderni nu recunosc Cronica ca pe o sursă de încredere. Pe baza informațiilor, mai mulți istorici au postulat data de naștere între anii 922 - 945, conform activității ducelui din acea perioadă.

## Originea și semnificația numelui
Există două teorii majore în ceea ce privește originea și semnificația numelui lui Mieszko. Cea mai populară teorie, propusă de Jan Długosz, este faptul că Mieszko este un diminutiv de la Mieczysław, o combinație de două elemente sau lexeme: Miecz înseamnă sabie și Sław înseamnă celebru. Astăzi, această teorie este respinsă de majoritatea istoricilor polonezi, care consideră că numele Mieczysław a fost inventat de Jan Długosz, pentru a explica originea numelui Mieszko. Slavii antici nu și-au format niciodată numele folosind nume de animale sau de arme. Numele slave vechi au fost abstracte în natură. Aceeași explicație exclude o altă teorie despre originea numelui, care leagă numele cu Miś/Misko, care înseamnă urs, însă nici un nobil polonez nu a folosit nume de animale.
Cea de-a doua teorie populară despre originea și sensul numelui este provenită dintr-o legendă veche, prima dată fiind descrisă de Gallus Anonymus, în conformitate cu care Mesco (forma latinizată folosită de sursele vechi) cum că  acesta a fost orb în primii șapte ani din viață. Cronicarul a legat această poveste după cum urmează:
La acel moment (după ce Mieszko și-a recăpătat vederea) Prințul Siemomysł a cerut persoanelor în vârstă din țara sa, să afle dacă recăpătarea vederii a fiului său a fost un semn miraculos. Aceștia i-au explicat că orbirea a însemnat că Polonia era oarbă atunci, dar că a fost luminată de Mieszko și că avea să crească peste neamuri vecine.
Această interpretare a fost o referință clară la botezul de mai târziu a ducelui:
Polonia a fost într-adevar oarbă înainte, neștiind nimic despre adevăratul Dumnezeu sau despre principiile credinței catolice, dar datorită iluminării lui Mieszko, țara a fost luminată, pentru că atunci a adoptat credința iar națiunea poloneză fusese salvată de la moarte și distrugere.
În plus, este cunoscut faptul că acest cuvânt slav mzec, poate fi interpretat ca a închis ochii sau a fi orb. Cu toate acestea, astăzi se crede aproape cu siguranță că totul nu este decât o legendă folosită ca metaforă, o aluzie la vechea ceremonie slavă păgână, cunoscută sub numele de postrzyżyny. În timpul ceremoniei, li se tăia părul copiilor masculi, la vârsta de șapte ani. În acest ritual simbolic, copilul devenea bărbat, acest lucru explicând clar că Mieszko nu fusese orb, ci era doar o metaforă.

## Guvernarea

### Guvernarea timpurie

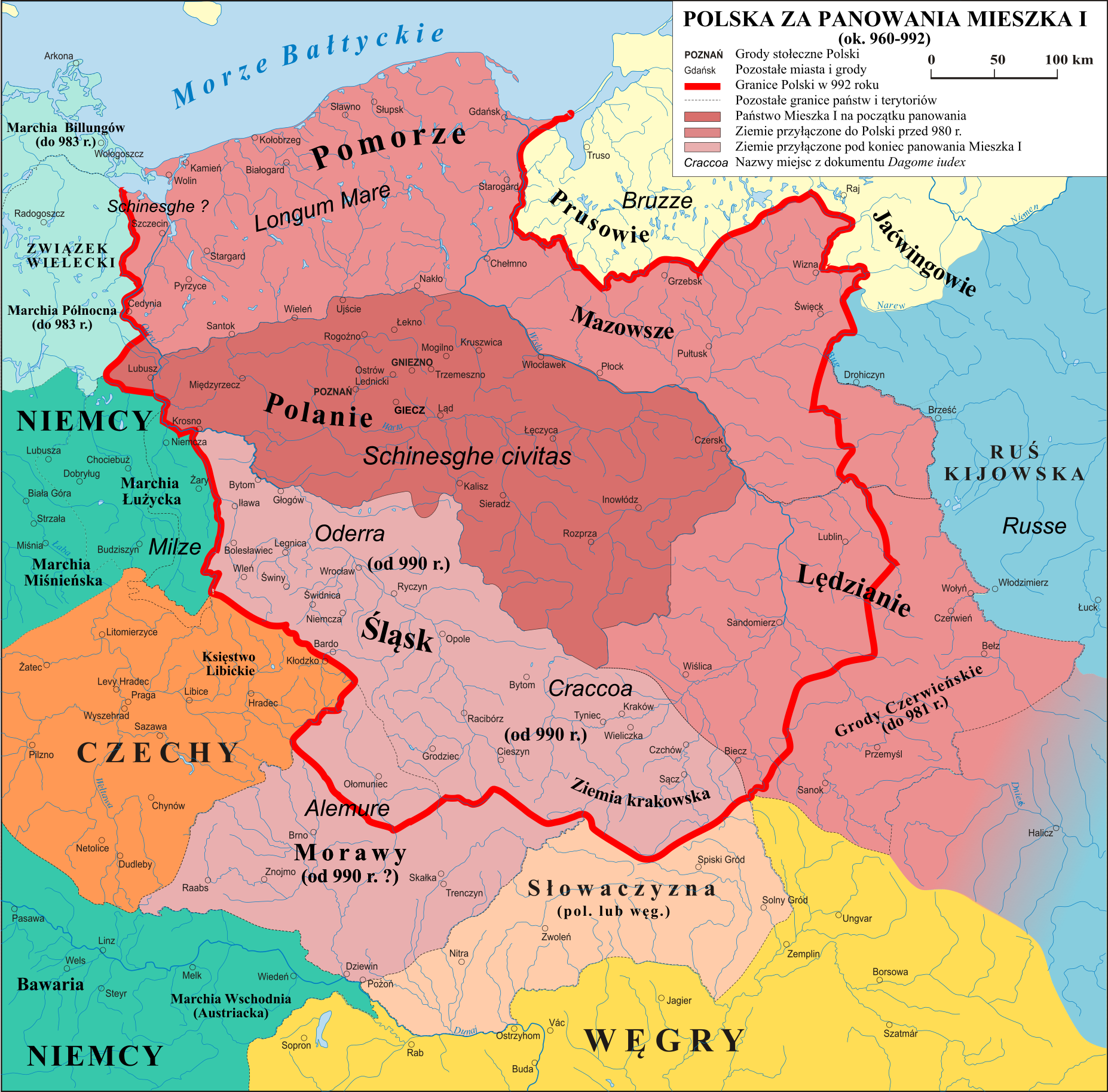
Polonia sub domnia lui Mieszko (ca. 960–992)

Mieszko a preluat guvernarea tribului după moartea tatălui său, în jurul anilor 950 - 960. Din cauza lipsei de surse, nu este posibil să se determine exact ce regiuni a moștenit. Cu siguranță printre regiunile moștenite erau Masovia și Gdańsk Pomerania. Noul conducător s-a confruntat cu sarcina de a integra teritoriul, atât etnic cât și cultural. Locuitorii din zonele controlate de Mieszko vorbeau în mare parte aceeași limbă, aveau convingeri similare și aveau un nivel similar de dezvoltare economică și generală, fiind conectați social de către structurile tribale.
Mieszko și oamenii lui au fost descriși, în anul 966, de către Abraham ben Jacob, un călător evreu, care la acel moment vizita curtea din Praga a Ducelui Boleslav cel Crud. Abraham l-a prezentat pe Mieszko ca unul dintre cei patru regi slavi, care domnea pe o vastă arie a nordului, cu o forță militară foarte apreciată. Până în momentul când Mieszko a preluat puterea tatălui său, federația tribală Polan, din Polonia Mare aveau de ceva timp o extindere activă. Continuând acest proces, probabil în primii ani ai domniei sale, Mieszko a cucerit Masovia. De asemenea, în această perioadă sau mai devreme, a obținut parțial Gdańsk Pomerania. Interesele lui Mieszko au fost concentrate în principal pe zonele ocupate din est (în apropierea de râul Oder), a ramurilor slavilor Polabian, unii dintre ei devenind curând în subordinea lui. Widukind de Corvey a scris că Mieszko a domnit peste tribul Licicaviki, identificat ca regiunea Lubusz. Având controlul asupra acelor triburi vestice, Mieszko a intrat în sfera de influență germană.
În 963, Margraful german Gero a cucerit teritoriile ocupate de triburile Polabian, Lusatian și Słupianiar ca o consecință, acesta a intrat în contact direct cu statul polonez. În același timp, Mieszko a început expansiunea sa împotriva triburilor Velunzani și Lutici. Războiul a fost înregistrat de către cronicarul Abraham ben Jacob. Potrivit acestuia, Mieszko s-a luptat cu tribul Weltaba, identificat cu Veleti. Wichmann cel Tânăr, un nobil saxon care fusese un lider al slavilor Polabian, l-a învins pe Mieszko de două ori, iar în jurul anului 963, fratele lui Mieszko, al cărui nume este necunoscut, a murit în bătălie. Frontierele de la gura de vărsare a râului Oder au fost dorite de margrafii germani. În plus, Veleti Boemia, care la acel moment poseda Silezia și regiunile din Polonia Mică, au constituit un pericol pentru tânărul stat polonez.
Cronicile lui Thietmar ridicau unele probleme de interpretare a informațiilor cu privire la atacul Margrafului Gero asupra triburilor slave, ca urmare, pretinzând subordinea la autoritatea împăratului Lusatia și Selpuli, și asupra lui Mieszko și a supușilor săi. Potrivit majorității istoricilor moderni, Thietmar a făcut o eroare rezumând cronica lui Widukind, plasând raidul lui Gero, în loc de lupta pe care Mieszko o efectua la acea vreme împotriva lui Wichmann cel Tânăr. Pe de altă parte, susținătorii teoriei invaziei lui Gero sunt de părere că Margraful a efectuat de fapt o invazie de succes, în urma căreia Mieszko a fost obligat să plătească tribut împăratului și să adopte creștinismul prin Biserica germană. Această ipoteză care susține introducerea creștinismului ca urmare a acestui război nu este confirmată în nici o sursă germană.
Omagiul este o chestiune separată, în conformitate cu cronica lui Thietmar, Mieszko plătind de fapt tribut împăratului pentru terenurile din Vurta (o regiune de pe râul Warta). După toate probabilitățile, Mieszko a decis să plătească tribut pentru a evita o invazie similară cu cea suferită de Lusatia. Acest omagiu a fost adus în 965 sau 966. Este foarte probabil ca tributul să fi fost aplicat doar în regiunea Lubusz, care se află în sfera de influență germană. Această neînțelegere a problemei tributului explica de ca încă din 967, Mieszko era descris în cronicile saxone ca prieten al Împăratului (sau aliat, susținător - latină: amicus imperatoris).

### Căsătoria și convertirea la creștinism
Probabil în anul 964, Mieszko a început negocierile cu Boleslav cel Crud, conducătorul Boemiei. Ca rezultat, în 965, Mieszko s-a căsătorit cu fiica lui Boleslav, Dobrawa.
Următorul pas a fost botezul lui Mieszko. Exista diferite ipoteze cu privire la acest eveniment. Se presupune că a fost o decizie politică, menită să aducă statul lui Mieszko mai aproape de cehi și pentru a facilita activitățile sale în regiunea slavilor Polabian. În același timp, botezul a scăzut probabilitatea atacurilor margrafilor germani și i-a privat de încercarea de a prelua prin forță pământurile creștine ale lui Mieszko. Un alt motiv ar fi putut fi dorința lui Mieszko de a elimina de la putere influența casei preoților păgâni, care îi blocau accesul de a stabili o guvernare centralizată. O altă ipoteză este faptul că Mieszko a acceptat creștinarea în urma unei posibile invazii a lui Gero în Polonia. Potrivit acestui lucru, atacul Margrafului l-a forțat să adopte creștinismul, care trebuia să fie un act de subordonare în fața Împăratului, fără medierea Papei.
Potrivit lui Gallus Anonymus, au mai fost alte motive responsabile, pretinzând că este implicată și Prințesa Dobrawa a Boemiei care îl convinsese pe soțul ei să-și schimbe religia. De asemenea, cronicarul Thietmar atribuie conversia lui Mieszko în urma influenței soției sale. Botezul lui Mieszko a avut loc în 966. Locul este necunoscut și ar fi putut fi în oricare dintre orașele din Imperiu (posibil în Regensburg), însă este posibil să fi avut loc și în orașele poloneze, precum Gniezno sau Ostrów Lednicki.
Prin adoptarea creștinismului, Mieszko a inclus guvernarea sa poloneză în Comunitatea Europeană de vest. Sfântul Imperiu Roman sau orice altă țară creștină, în teorie, nu avea dreptul să atace Polonia, sub pretextul de a răspândi creștinismul sau pentru alte motive, deoarece Ducele Poloniei devenise membru cercului creștin.
Botezul a început, de asemenea, răspândirea culturii latine în Polonia, iar primii consilieri ai bisericii educați s-au alăturat curții lui Mieszko. Episcopia misionară începută de Iordania în 968 a folosit liturghia latină și a fost în subordinea directă a papalității. Au fost construite biserici în Gniezno, Poznań și Ostrów Lednicki.
În momentul guvernării lui Mieszko, nu a existat nici un loc care să servească drept capitală, în schimb el a construit mai multe palate în jurul țării. Cele mai importante locații au fost la Poznań (Ostrów Tumski), Gniezno și Ostrów Lednicki. Ostrów Lednicki era un fort în formă de inel, cu o circumferință de aproximativ 500 de metri, care reprezenta reședința ducelui, fiind un palat din piatră și prima arhitectură monumentală a țării.
Creștinarea a condus, de asemenea, la unele schimbări politice. Structurile de putere emergente erau independente de bătrânii tradiționali ai triburilor și le-au limitat puterea. Clericii care au ajuns în țară au contribuit la dezvoltarea educației și culturii, precum și a administrației de stat. La sfârșitul domniei lui Mieszko, Polonia începuse să plătească tribut Papei.

### Cucerirea Pomeraniei

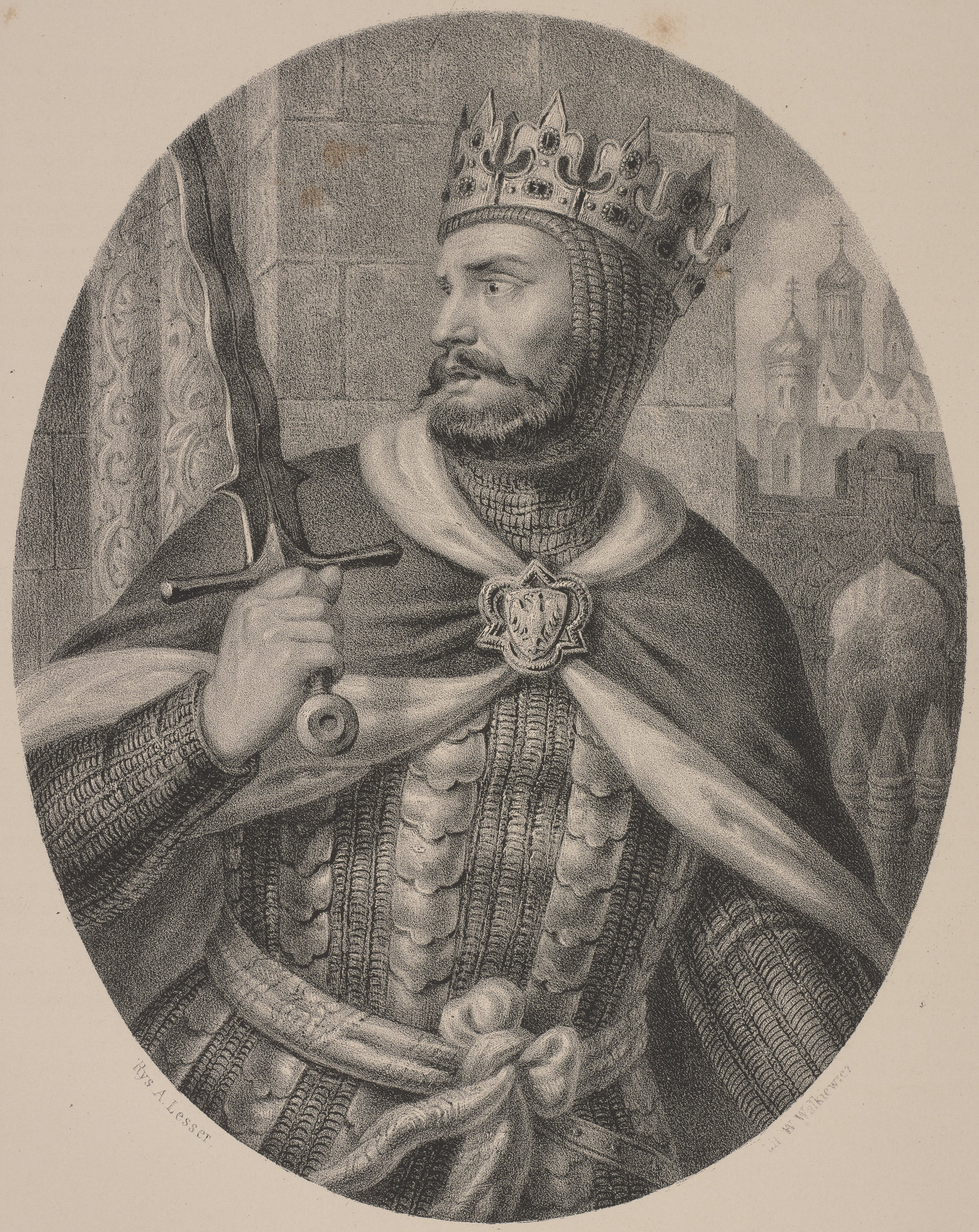
Boleslav I cel Viteaz, Pictură de Aleksander Lesser.

După normalizarea relațiilor cu Sfântul Imperiu Roman și cu Boemia, Mieszko a revenit la planurile sale de cucerire a părților de vest a Pomeraniei. La 21 septembrie 967 trupele polonezo-boemiene au câștigat în bătălia decisivă împotriva wolinianilor conduși de Wichmann cel Tânăr, care i-a acordat lui Mieszko controlul asupra gurii de vărsare a râului Odra. Margrafii germani nu s-au opus activității lui Mieszko în Pomerania, posibil chiar să-l fi sprijinit. Moartea rebelului Wichmann cel Tânăr, care a murit la scurt timp după bătălie, este posibil să fi fost în concurență cu interesele lui Mieszko. La sfârșitul bătăliei a avut loc un incident, la un an de la botezul lui Mieszko: Widukind de Corvey a raportat că Wichmann a cerut pe patul de moarte ca Mieszko să predea armele muribundului, Împăratului Otto I, acesta fiind rudă cu Wichmann. Pentru Mieszko victoria a fost o experiență satisfăcătoare, în special în comparație cu înfrângerile sale din trecut provocate de Wichmann.
Lupta exactă a lui Mieszko în Pomerania de vest este necunoscută. Pierderea ulterioară a regiunii de către fiul lui Mieszko, Boleslav Chrobry sugerează faptul că această cucerire a fost dificilă iar deținerea teritoriului a fost destul de slabă. Într-o versiune a legendei Sfântului Wojciech este scris faptul că Mieszko și-a căsătorit fiica cu un prinț din Pomerania, care ulterior a fost botezat în Polonia. Acest lucru cât și faptul că Boleslav a pierdut Pomerania de vest, sugerează faptul că regiunea nu fusese cu adevărat încorporată în statul polonez, ci doar devenise feudă.

### Războiul împotriva margrafului Odo I de Ostmark
În 972, Polonia a suferit un atac din partea lui Odo I, margraf de Ostmark. În conformitate cu cronicile lui Thietmar, acest atac a fost o acțiune arbitrară, fără consimțământul împăratului:
Între timp, nobilul Margraf Odo, care și-a adunat armata, l-a atacat pe Mieszko, care îi plătea cu fidelitate tributul împăratului (pentru terenurile sale), până la râul Warta.
Există diferite ipoteze cu privire la motivele acestei invazii. Este posibil ca Margraful Odo să fi vrut să oprească puterea tot mai mare a statului polonez. Este foarte probabil ca Odo să fi vrut să protejeze regiunea Wolin, pe care o considera zona sa de influență, de când o luaseră polonezii. Este posibil ca oamenii regiunii Wolin să-i fi cerut ajutorul Margrafului. În orice caz, pe 24 iunie 972, forțele lui Odo au pătruns în regiune, ocupând satul Cidini (Cedynia). La început, Margraful a învins forțele lui Mieszko; ulterior, fratele ducelui, Czcibor, i-a invins pe germani în faza decisivă, provocând pierderi mari în rândul trupelor sale. Este posibil ca Mieszko să se fi retras intenționat din luptă, care a fost urmată de un atac surpriză pe flancul trupelor germane. După această bătălie, Mieszko și Odo au fost chemați la Congresul Imperial din Quedlinburg în 973, pentru a-și explica și justifica comportamentul. Hotărârea exactă a împăratului este necunoscută, dar este sigur că sentința nu a fost efectuată căci acesta a murit la câteva săptămâni după Congres. Se presupune că sentința era nefavorabilă pentru conducătorul polonez. Analele lui Altaich indică faptul că Mieszko nu a fost prezent în Quedlinburg în timpul adunării și că în schimb, a trebuit să-l trimită pe fiul său Boleslav, ca ostatic.

### Implicarea în disputele interne germane; A doua căsătorie

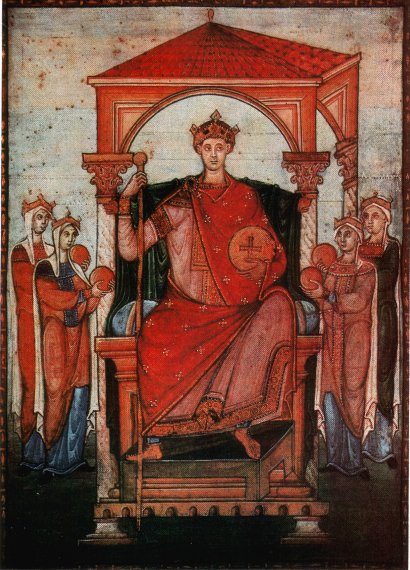
[Otto al II-lea al Sfântului Imperiu Roman

După moartea Împăratului Otto I în 973, Mieszko, precum și cumnatul său, Ducele Boleslav al II-lea al Boemiei, s-au alăturat opoziției germane în sprijinul succesiunii imperiale a lui Henric al II-lea, Duce de Bavaria. Mieszko este posibil să fi fost motivat de răzbunare, din cauza verdictului negativ al întâlnirii din Quedlinburg, însă mult mai important era faptul că el își dorea să aibă colaborări favorabile cu Germania. Participarea lui Mieszko în conspirația împotriva lui Otto al II-lea a fost regăsită doar într-o singură sursă, în cronicile mănăstirii din Altaich, la începutul anului 974. Ducele de Bavaria a fost învins și împăratul Otto al II-lea a preluat puterea completă. La scurt timp după aceea, tânărul împărat a condus o expediție împotriva Boemiei, forțându-l pe Ducele Boleslav să se supună.
În 977, soția lui Mieszko, Dobrawa, a murit. La început nu au existat repercusiuni evidente iar domnitorul polonez își menținea alianța sa cu Boemia.
În 979, Otto al II-lea a atacat Polonia. Efectele acestei expediții sunt necunoscute, însă se crede că Împăratul nu a câștigat. Din cauza vremii nefavorabile, împăratul s-a întors la granița Saxoniei, în luna decembrie a aceluiași an. Nu se știe sigur dacă invazia a avut loc de fapt. Cronicile au înregistrat doar că a fost o expediție împotriva slavilor. Descoperirile arheologilor par să susțină faptul că invazia lui Otto al II-lea chiar a avut loc.
Acordul polono-german a fost încheiat în primăvara sau vara anului 980, deoarece în luna noiembrie a aceluiași an, Otto al II-lea a părăsit țara și s-a dus în Italia. Se pare că în acest timp, Mieszko s-a căsătorit cu Oda, fiica lui Dietrich din Haldensleben, Margraf al Marșului Nordic, după răpirea ei de la mănăstirea din Kalbe. Cronicarul Thietmar a descris evenimentul, după cum urmează:
Când mama lui Boleslav a murit, tatăl său s-a căsătorit fără permisiunea Bisericii, cu o călugăriță de la mănăstirea din Kalbe, fiica Margrafului Dietrich. O chema Oda și vina ei era mare. Pentru că ea a disprețuit jurămintele aduse lui Dumnezeu, și a preferat omul de război (...)Dar, din cauza preocupării pentru bunăstarea patriei și necesitatea de a asigura pacea, evenimentul nu a provocat nici o rupere a relațiilor, în schimb, s-a găsit un mod adecvat pentru a restabili armonia. Mulțumită Odei, legiunea de urmași a lui Hristos a crescut, mulți deținuți s-au reîntors în țara lor, încătușaților li s-au scos lanțurile iar porțile închisorilor sau fost deschise pentru contravenienți.
Deși Thietmar a făcut o mențiune a războiului care a avut loc cu acest prilej, informațiile privind restituirea acordului, care acționa pentru bine țării și pentru eliberarea prizonierilor, indica faptul că acest conflict a avut loc de fapt.
Căsătoria cu Oda a afectat considerabil poziția și prestigiul lui Mieszko, care a intrat în lumea aristocrației saxonilor. Fiind cumnatul Margrafului Dietrich, a câștigat un aliat în unul dintre cei mai influenți politicieni din Sfântul Imperiu Roman. Deoarece Margraful era o rudă îndepărtată a împăratului, Mieszko a devenit un membru al cercului conectat la casa imperială de guvernare.

### Participarea în războiul civil german

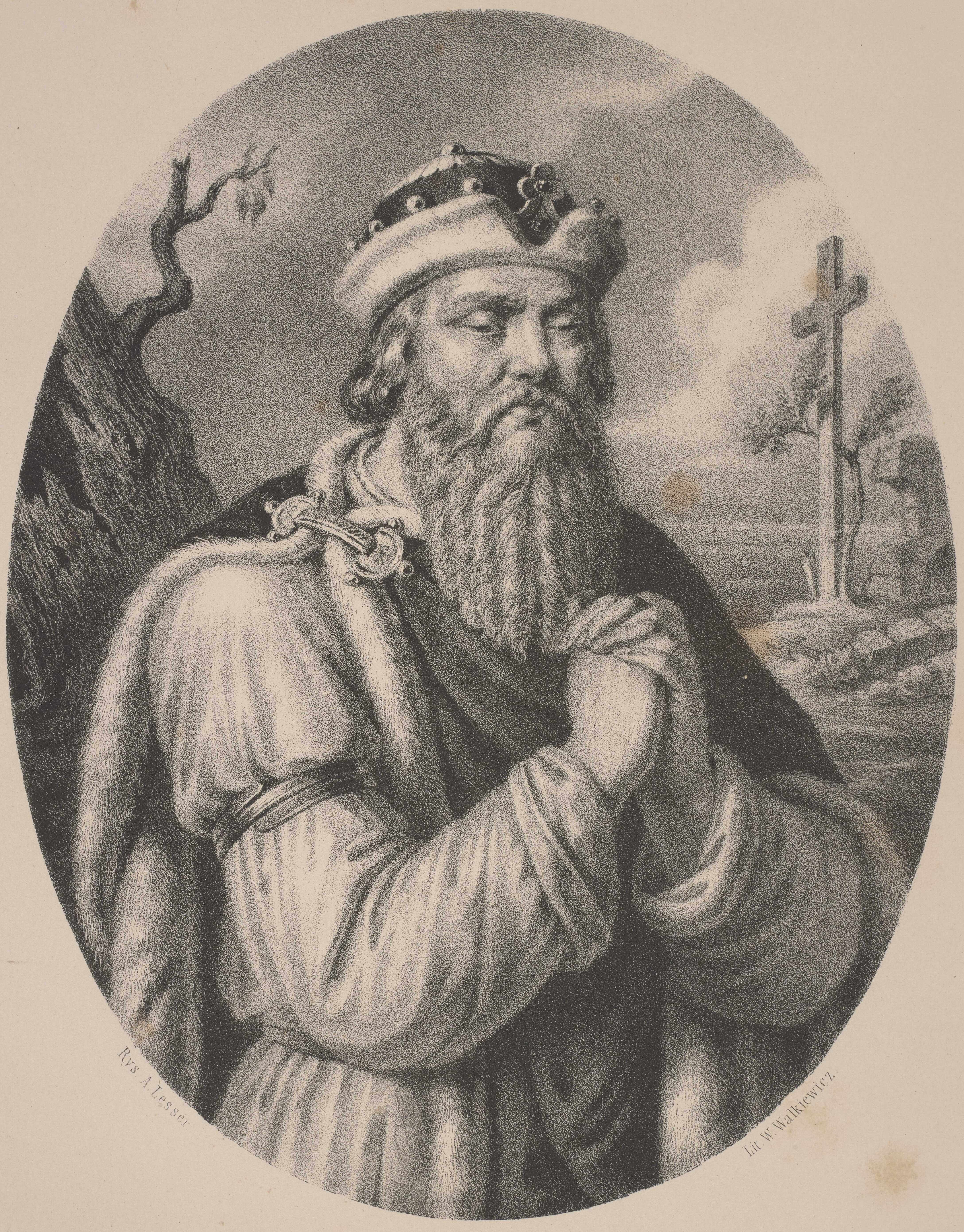
Mieszko I, imagine de Aleksander Lesser

În 982, împăratul Otto al II-lea a suferit o înfrângere dezastroasă împotriva sarazinilor din Italia. Slăbiciunea puterii imperiale rezultată a fost exploatată de către Lutici, care au inițiat o mare răscoală a Polabianilor slavi în 983. Autoritatea germană din domeniu a încetat să mai existe și triburile Polebian au început să amenințe Imperiul. Moartea lui Otto al II-lea, la sfârșitul acelui an, a contribuit și mai mult la neliniște. În cele din urmă, Luticii și Obotritii au reușit să se elibereze de sub guvernarea germană pentru următoarele două secole.
Împăratul a lăsat un succesor minor, pe Otto al III-lea. Tutela lui și puterile de guvernare au fost revendicate de Henric al II-lea de Bavaria. În 984, cehii au preluat Meissen iar în același an, Henric al II-lea a renunțat la pretenția sa asupra tronului german.
Probabil în 985, domnitorul polonez și-a încheiat sprijinul pentru ducele bavarez și s-a mutat de partea Împăratului. Se crede că motivația lui Mieszko a fost amenințarea intereselor sale asupra rebeliunii slavilor Polebian. Revoltele erau o problemă atât pentru Polonia și Germania, cât și pentru Boemia. Un an mai târziu, conducătorul polonez a avut o întâlnire personală cu împăratul, acest eveniment fiind menționat în Analele Hersfeld":
Otto, regele-băiat s-a răzbunat pe Boemia, prin primirea lui Mieszko care sosise cu daruri.
În conformitate cu Thietmar și alte cronici contemporane, darul oferit de Mieszko împăratului a fost o camilă. Reuniunea a consolidat alianța polono-germană, iar Mieszko s-a alăturat expediției lui Otto împotriva unei regiuni slave, iar împreună, cei doi au devastat totul (...)cu incendii și depopulare extraordinară. Nu este clar ce teritoriul slav a fost invadat. Există indicii că această expediție ar fi fost împotriva cehilor.

### Războiul împotriva Boemiei
Indiferent dacă invaziile polono-germane asupra Boemiei au ajutat, relațiile de prietenie dintre cehi și polonezi ajunsese la capăt. Boemia și-a reluat alianța de mai devreme cu Lutici, care a provocat în 990 un război cu Mieszko, care a fost susținut de Împărăteasa Theophanu. Ducele Boleslav al II-lea a fost, probabil, primul care a atacat. Ca rezultat la acest conflict, Silezia a fost preluată de Polonia. Cu toate acestea, anexarea Sileziei a avut loc în jurul anului 985, deoarece în jurul acestui an, majoritatea cetăților Piast erau deja construite în Wrocław, Opole și Głogów.
Problema încorporării Poloniei Mici nu era complet rezolvată. Probabil Mieszko a preluat regiunea înainte de 990, remarca fiind indicată vag de către Thietmar, care a scris că această regiune a fost preluată de Mieszko de la Boleslav. În urma acestei teorii, cucerirea Poloniei Mici ar fi putut fi un motiv de război. Mulți istorici au sugerat faptul că cehii guvernau doar nominal peste Polonia Mică și probabil erau limitați de controlul indirect al Cracoviei, și probabil de alte câteva centre importante.
Unii istorici, pe baza cronicilor lui Cosma din Praga, sunt de părere că cucerirea teritoriilor din jurul râului Vistula a avut loc după moartea lui Mieszko, în principal în 999. De asemenea, există teoria conform căreia în timpul acestei tranzacții, Polonia Mică a fost guvernată de Boleslav Chrobry, a cărui autoritate i-a fost acordată de către ducele Boemiei.

### Guvernarea târzie, moartea și succesiunea
În ultimii săi ani de viață, Mieszko a rămas fidel alianței cu Sfântul Imperiu Roman. În 991, el a ajuns la o adunare în Quedlinburg, unde a participat la schimbarea obișnuită de cadouri cu Otto al III-lea și cu împărăteasa Theophanu. În același ani, el a luat parte la o expediție alături de tânărul rege la Brandenburg.
Mieszko a murit pe 25 mai 992. Sursele nu oferă nici un motiv să se creadă că moartea sa a avut loc din alte cauze în afară de cele naturale. În conformitate cu Thietmar, conducătorul polonez a murit la o vârstă înaintată, de febră. Probabil a fost înmormântat la Catedrala Poznań. Rămășițele primului conducător al Poloniei nu au fost găsite iar locul său exact de înmormântare este necunoscut.
Potrivit lui Thietmar, Mieszko a împărțit statele înainte de moartea sa, mai multor prinți. Probabil aceștia au fost fii săi: Boleslav I, Mieszko și Lambert.

## Realizări
- Unificarea teritoriilor poloneze. Statul lui Mieszko a fost primul stat care se putea numi Polonia. El este considerat fondatorul, creatorul principal și constructorul statului polonez;
- Acceptarea creștinismului și, prin urmare, includerea orașelor sale în civilizația și politica Europei creștine;
- Ridicarea bisericilor. Catedrala Gniezno a fost construită în timpul domniei lui Mieszko. Este foarte probabil ca ducele să fi fost fondatorul bisericii din Ostrów Tumski și Catedralei Poznań;
- Probabil în timpul domniei lui Mieszko, în Polonia s-a început baterea primei monede, denarul;
- La sfârșitul domniei sale, Mieszko le-a lăsat fiilor săi un teritoriul cel puțin de două ori mai mare ca ceea ce moștenise de la tatăl său. Cele mai semnificative regiuni anexate au fost Silezia, Pomerania de Vest și Polonia Mica, inclusiv Cracovia;
- A fost primul domnitor care a realizat o politica externă eficientă, incluzând acorduri cu Germania, Boemia și Suedia, și cel care și-a folosit cu prudență resursele sale militare.

## Căsătoria și copiii
Potrivit lui Gallus Anonymus, înainte de a deveni creștin, Mieszko a avut șapte soții păgâne, de care a trebuit să scape pentru a se căsători cu Dobrawa. Nu se știe nimic legat de vreun copil cu una dintre soțiile acelor căsătorii. În 965, înainte de botez, Mieszko s-a căsătorit cu Dobrawa, fiica lui Boleslav I cel Crud, Duce de Boemia. Cei doi au avut împreună doi copii:
- Boleslav I al Poloniei (967 - 17 iunie 1025)
- Sigrid (968/972 - circa 1016), s-a căsătorit prima dată cu Eric cel Victorios, Rege al Suediei iar mai târziu cu Sweyn Forkbeard, Rege al Danemarcai

Potrivit unei ipoteze, Mieszko a mai avut o fiică care s-a căsătorit cu un prinț din Pomerania. Aceasta putea să fie o fiica soției sale Dobrwaw sau a uneia dintre  soțiile sale păgâne anterioare. De asemenea, există o teorie (aparent bazată pe cronica lui Thietmar și susținută de Oswald Balzer în 1895), că Vladivoj, care a guvernat ca Duce de Boemia în 1002 - 1002, era de asemenea fiul lui Mieszko. Deci majoritatea istoricilor resping această afirmație, istoriografia din Boemia susțin paternitatea lui Vladivoj.
În 978 sau 979, Mieszko s-a căsătorit cu Oda, fiica lui Dietrich de Haldensleben, Margraf al Marșului Nordic. A fost răpită de către Mieszko din mănăstirea din Kalbe. Cei doi au avut trei copii:
- Mieszko (979 - 992 sau 995)
- Świętopełk (980 - 991)
- Lambert (981 - 992 sau 995)

## Biografie
- Jasiński K., Rodowód pierwszych Piastów, Warszawa-Wrocław (1992), p. 54–70.
- Labuda G., Mieszko I, (in) Polski Słownik Biograficzny, vol. 21, 1976.
- Labuda G., Mieszko I, Wyd. Ossolineum, Wrocław 2002, ISBN 83-04-04619-9
- Labuda G., Pierwsze państwo polskie, Krajowa Agencja Wydawnicza, Kraków 1989, ISBN 83-03-02969-X
- Philip Earl Steele Nawrócenie i Chrzest Mieszka I 2005, ISBN 83-922344-8-0
- Szczur S., Historia Polski średniowiecze, chap. 2.2.1 Państwo gnieźnieńskie Mieszka I (p. 47–57) i 2.4.1 Drużyna książęca (p. 83–84), Wydawnictwo Literackie 2002, ISBN 83-08-03272-9